# Ricardo Rubio
Ricardo Alfonso Rubio (Buenos Aires, 11 de mayo de 1951 - 25 de mayo de 2022) fue un escritor, novelista, poeta, ensayista y dramaturgo argentino. Doctor honoris causa por la Higher Education Academy of Sciences of Ukraine. Residió en Buenos Aires.

## Biografía
Ejerció la docencia como profesor de idioma inglés y como profesor de informática, dada su condición de programador. Fue narrador, poeta y dramaturgo, y publicó también ensayos, dos de ellos sobre la poesía paraguaya y Elvio Romero, con quien presentó el primero en Asunción de Paraguay; y un tercero con la antología de poesía inédita y estudio preliminar de la poeta Emilse Anzoátegui, su mentora, con quien empezó a frecuentar reuniones literarias en 1969. Dado el golpe militar de 1976 en Argentina, mudó su poesía, hasta entonces social, a una forma suspicaz, nuevo esquema que desde un principio aparece como natural. Los mismos temas y formas se proyectan en su narrativa. En dramaturgia se ha inclinado por el naturalismo de modo casi permanente. Sus primeros poemas publicados, aún de corte social, aparecieron en 1978 en un díptico que llevó por nombre Invención de lo maravilloso y aproximaciones al margen del ocio, que reunía 16 trabajos. En 1979 publicó Pie a pie, algunos pasos, con poemas de adolescencia. Recién en 1986, Pueblos repentinos, su quinto libro de poesía, recogerá trabajos escritos durante la dictadura con un opúsculo dedicado a la llamada Guerra de Malvinas.
Su primera obra narrativa publicada fue Calumex, en 1982, novela de ciencia ficción que trata sobre la barbarie, la consecuente incomprensión y la traición entre los hombres ante un evento de características catastróficas. Dirige el Grupo Literario La Luna Que Se Cortó con la Botella (fundado por los poetas Omar Cao, Hugo Salerno y Corina Ortiz) desde 1980 y las ediciones literarias que ese grupo produce. Podemos leer en el texto "La Poesía en el partido de la Matanza": "En plena actividad en la biblioteca Rodó, el vecino Ricardo Rubio es convocado por Omar Cao para formar parte del grupo poético “La Luna Que Se Cortó Con La Botella”. Dice Ricardo Rubio: “Ingreso al grupo en 1978, y desde 1980 quedé a cargo, ya que ninguno de los fundadores permanecía en él, y pasaron los años, seguimos editando la revista (no de tanta calidad como la primera)”. En 1996 el grupo reduce el nombre a 'La Luna Que' ".
```
Dirigiò varias revistas, destacándose: 
La Luna que (se cortó con la botella)
 y 
Tuxmil
. Con el poeta, narrador y traductor Antonio Aliberti dirigió la revista bilingüe (español-italiano) 
Universo Sur
, que en sus cuatro apariciones difundió un número importante de poetas argentinos en Italia. Ha conformado y editado numerosas antologías de poetas y narradores argentinos, en Argentina y en Paraguay. Como dramaturgo, se han estrenado once de sus obras teatrales, una de ellas en Madrid, y una obra de títeres. Sobre su obra poética, Graciela Maturo ha escrito 
La palabra revelatoria: el recorrido poético de Ricardo Rubio
 (Sagital, 2004 y 2015); Jorge Oscar Bach hizo lo propio: "La poesía de Ricardo Rubio" en el libro de ensayos compartido "Poetas sobre Poetas III" (2015).
```

Fragmentos de su obra poética han sido traducidos al francés (por Alba Correa Escandell, por Françoise Laly y Dmytro Tchystiak), al italiano (por Antonio Aliberti, Enzo Bonventre, Giuseppe Napolitano y Marcela Filippi), al alemán (por José Pablo Quevedo y Johannes Beilhartz), al ruso (por Andrei Rodossky), al búlgaro (por Sascho Serafimov), al gallego y al inglés (autotraducción), al rumano (por Dumitru M. Ion, Carmen Balzan y Cristian Sabau), al albanés (por Jeton Kelmendi y Silke Liria Blumbach), al catalán (por Pere i Bessó), al polaco (por Alicja Maria Kuberska), al árabe (por Ali El-Monofi, Atef Abdel Aziz y Mohamed Moukarik), al mandarín (por Kuei-shien Lee), al Indi (por Padmaja "Paddy" Iyengar), al serbio (por Sofia Sotirovski), al portuguès (por María do Sameiro Barroso).

## Poesía
| Año         | Obra                                                                                 |
| ----------- | ------------------------------------------------------------------------------------ |
| 1978        | Invención de lo maravilloso y aproximaciones al margen del ocio                      |
| 1979        | Pie a pie, algunos pasos                                                             |
| 1980        | Clave de mí                                                                          |
| 1986        | Pueblos repentinos                                                                   |
| 1988        | Historias de la flor                                                                 |
| 1996        | Árbol con pájaros                                                                    |
| 1998        | Simulación de la rosa                                                                |
| 2001        | Epítome, ilust. Vanina Guilledo                                                      |
| 2002        | Área sustantiva                                                                      |
| 2002        | Teopea                                                                               |
| 2002        | La leyenda de Tromentor, ilust. Mónica Caputo                                        |
| 2002 y 2003 | El color con que atardece                                                            |
| 2007        | Entre líneas de agua                                                                 |
| 2010        | Los hilos de Ariadna (con A. Utello y C. Kuraiem).                                   |
| 2011        | Tercinas                                                                             |
| 2016        | Rapsodia gris (poemas en albanés, francés, inglés y español)                         |
| 2017        | Hero - Carmina                                                                       |
| 2018        | Rapsodia gris (Rapsodia five) (poemas en albanés, francés, inglés, rumano y español) |
| 2019        | Descripciòn del mundo, en idioma serbio (Belgrado, Serbia).                          |

## Narrativa
| Año  | Obra                                                        |
| ---- | ----------------------------------------------------------- |
| 1982 | Calumex, novela                                             |
| 1997 | La trama del silencio, cuento                               |
| 2006 | Aliteraciones, sonsonetes y otros juegos, cuentos breves    |
| 2008 | La rueca, cuentos breves                                    |
| 2009 | Minicuentos grises, cuentos breves                          |
| 2011 | Crónicas de un legado hermético, novela. Reeditada en 2019. |

## Ensayo
| Año  | Obra |
| ---- | --- |
| 2000 | Emilse Anzoátegui 1956-1999, selección y estudio preliminar. Ilustraciones de Vanina Guilledo.                                                         |
| 2003 | Elvio Romero, la fuerza de la realidad Archivado el 4 de marzo de 2016 en Wayback Machine., Asunción, Paraguay                                         |
| 2006 | Elvio Romero – De la tierra intensa, en Buenos Aires. Reeditado en 2018.                                                                               |
| 2011 | Poetas sobre Poetas. Sobre el poeta y ensayista Alberto Luis Ponzo. Compartido.                                                                        |
| 2011 | José Martínez-Bargiela, apostillas de los amigos. Compartido.                                                                                          |
| 2014 | Poetas sobre Poetas II. Sobre el poeta, escritor y ensayista paraguayo Elvio Romero. Compartido.                                                       |
| 2018 | Elvio Romero: La emoción como fuente del intelecto - Panegírico. Fascículo N.º 3 de la colección Considerando en frío dirigida por Tinta Buenos Aires. |

## Dramaturgia
| Año  | Obra                                              |
| ---- | ------------------------------------------------- |
| 1997 | Los remolinos, pieza dramática en doce cuadros    |
| 2001 | La trama del silencio, versión teatral del cuento |
| 2002 | El escriba nocturno, drama épico                  |

## Como traductor al español
| Año  | Obra |
| ---- | --- |
| 2015 | Cómo llegar a ti mismo, poemario de Jeton Kelmendi, desde la versión en inglés "How to reach yourself", realizada por Peter Tase (Original en albanés: "Si shkohet për të vet vetja"). |
| 2016 | Poemas de Sascho Serafimov (Bulgaria); Mary-Jane Newton (Hong Kong); Johannes Beilhartz (Alemania); Mircea Petean (Rumania); Eduard Harents (Armenia); Hiroshi Taniuchi (Japón); Khazal Al Maijdi (Irak); Mifrani Albdelhaq (Marruecos); Radomir Baturan (Serbia); Sanaz Davoodzadehfar (Irán), desde versiones en inglés difundidas en Internet. |
| 2017 | Traducciones del inglés editadas en Opus Testimonii - Selección de Poetas de este mundo (Kultrum poesía): Mifrani Abdehaq (Marruecos); Atef Abdel-Aziz (Egipto); Johannes Beilhartz (Alemania); Shaip Emerllahu (Macedonia); Gabor Gyukics (Hungría); Chen Hsiu-chen (Taiwan); Jeton Kelmendi (Kosovo); Alicja Maria Kuberska (Polonia); Lee Kuei-shien (Taiwan); Mary-Jane Newton (Hong-Kong); Bengt O Björklund (Suecia); y Sasho Serafimov (Bulgaria). |
| 2018 | Traducción del inglés del poema “Alturas de Machu Picchu, Profundidades de Caral” del poeta H.S. Shivaprakash (Shiva Prakash) (India). |
| 2018 | El significado es otro del poeta albanés Jeton Kelmendi desde una versión en inglés de su autor |

### Obras de teatro estrenadas en Buenos Aires
- La reina dorada, obra de títeres en verso (1979). Dirección: José Luis Lamela.
- De fiesta, drama en tres actos (1985).
- Bar del poeta, pieza antológica dramática (1986).
- Tire y afloje, sátira (1987).
- Últimas horas de un violador, comedia burlesca (1990).
- Los remolinos, pieza dramática en doce momentos (1994).
- Hay alguien pero no hay nadie, comedia en tres actos (1995).
- Un rato en la vida, comedia en tres actos (1996).
- La trama del silencio, pieza dramática (1997).
- Decisiones, pieza dramática (2001).
- El pozo de la herencia, pieza dramática (2007). Dirección: Diego Ercolini (UNLaM).

## Como antologador
- Poesía para el nuevo milenio - Antología de poetas argentinos - Tomo I, 1999.
- Poesía para el nuevo milenio - Antología de poetas argentinos - Tomo II, 2000.
- Poesía para el nuevo milenio - Antología de poetas argentinos - Tomo IV, 2001.
- Dársena sur. Antología de poetas argentinos contemporáneos, en Paraguay, 2004.
- Las voces que somos, 2005.
- Icosaedro, 2007.
- Testimonios del presente, 2008.
- Eufonía, 2009.
- Opus Testimonii, 2017 (internacional, con sus traducciones).

## Sobre su obra
- La palabra revelatoria: el recorrido poético de Ricardo Rubio, por Graciela Maturo, con breve antología de los poemas citados. Ed. Sagital. 2004 y 2016.
- Acerca de Ricardo Rubio, por Jorge Oscar Bach, en "Poetas sobre Poetas III", volumen compartido del Grupo Castalia, Buenos Aires. Ed. La Luna Que, 2016.
- Juicios Críticos de Graciela Maturo, Juan-Jacobo Bajarlía y Elvio Romero. Antología de la Fundación Argentina Para la Poesía, 2016. “Poesía Argentina Contemporánea” Tomo I - Parte Vigesimosegunda.

## Algunas antologías que recogen fragmentos de su obra
- La Luna Que 1996-1997. La Luna Que, 1997.
- 17 poetas entre la utopía y el compromiso. Ed. Catálogos, 1997. Selección de Antonio Aliberti y Amadeo Gravino.
- Letrarte ´98. Tucumán, 1998. Selección de Julio Carabelli.
- Poesía hacia el nuevo milenio - Antología de poetas argentinos - Tomo I. La Luna Que, 1999.
- Esquina sin ochava. PerSe, 2000. Selección de Omar Cao.
- El escriba nocturno, Universidad de Morón, 2002. Jurado: Graciela Susana Puente.
- Tinta Buenos Aires. Antología del Cuento Argentino Contemporáneo. La Luna Que, 2004.
- El verbo de los tiempos. Antología de Poesía Universal, en ruso. Compilador Andrei Rodossky. Universidad de San Petersburgo, 2004.
- Dársena Sur. Antología de poetas argentinos. Ed. Servilibro, Asunción del Paraguay, 2004.
- MeloPoeFant Internacional - IX. Cita de la Poesía 2004. Anthología Bilingüe castellano-alemán. Selección y traducción de José Pablo Quevedo. Lima, Perú, 2004.
- Breve Polifonía Hispanoamericana. Antología de poetas americanos. Selección de Alfonso Larrahona Kasten. México, 2005.
- La tierra del conjuro. Antología de poetas argentinos. Selección: Andrés Utello. Córdoba, 2005.
- Las voces que somos, poesía. La Luna Que, 2005.
- Lírico enjambre hispanoamericano, poesía. Selección: Alfonso Larrahona Kasten. México, 2007.
- Icosaedro, poesía. La Luna Que, 2007.
- Oeste, Antología de poetas y narradores argentinos. SADE OB, 2007.
- Testimonios del presente, poesía. La Luna Que, 2008.
- Eufonía, poesía y prosa. SADE OB, 2009.
- Poesys 18 - Elogiu Frumusetii - In praise of beauty. Editura Academiei Internationale Orient-Occident. Trad. Dumitru M. Ion. Curtea de Arges, Rumania, 2014.
- Los Molinos de Viento, Antología del cuento contemporáneo argentino. Selección: Dra. Sara Fernández March, 2014.
- Lendina e Shikimeve, Nje antologji e poezise ndërkombëtare me 13 poet nga 13 vende te ndryshme te botes nga Jeton Kelmendi, perkthyer nga Anglishtja dhe Frengjishtja. En idioma albanés. Albania, 2015.
- 20 poetas a mar abierto / 20 poètes au grand large, Antología de poetas contemporáneos. Edición bilingüe castellano-francés. Traductora: Françoise Laly. 2015.
- Zerat e Ujit (Voces de Agua). Festivali Ndërkombtar¨i Poezisë “Ditet e Naimit”. Edicioni XIX. En idioma albanés. Macedonia, 2015.
- Entre las voces, ocho cuentistas. Los Molinos de viento, 2016.
- Ti Shfaqesh si Ishull, Festivali Ndërkombëtar i Poezisë, Edicioni XX, 2016. Albania.
- Poesía Argentina Contemporánea Tomo I - Parte Vigesimosegunda. Fundación Argentina Para la Poesía, 2017.
- Opus Testimonii - Selección de Poetas de Este Mundo. Kultrum Internacional, 2017.
- International Multilingual Poetry Anthology Amaravati Poetic Prism 2017, compilado por Padmaja Iyengar. The Cultural Centre of Vijayawada & Amaravati, India.
- Poetry Feeling in Sea and Land. Edited and translated by Lee Kuei-shien. Taiwán, 2017.
- Positivo. Desde Isla Negra Alfred Asís y Poetas del Mundo. Chile, 2018.
- La Luna con gatillo. Edición del Festival (2018) del mismo nombre, en Balneario Sauce Grande de Monte Hermoso, provincia de Buenos Aires.
- L'amour de la liberté. Éditions Sigillaire (Francia, 2017).
- Antologie Festivalul Mondial de Poezie "Mihai Eminescu". Editura Revers (Rumania, 2018).
- "Love Postcards" Anthology by Alicja Kuberska & Alicia Minjárez Ramírez in English (Polonia, 2018).
- "La frontera y otros microrrelatos", Sociedad de Escritores de General Alvarado (S.E.G.A., 2018).

## Invitaciones a Festivales, Foros y Congresos Literarios
- 1997

— ARGENTINA - I Congreso Internacional de Poetas y Escritores “San Marcos Sierras y Cruz del Eje”, provincia de Córdoba, organizado por el poeta Andrés Utello. Colaborador.
- 1998

— ARGENTINA - I Encuentro Internacional de Escritores “Letrarte ´98”, provincia de Tucumán. Invitado por Julio Carabelli y Rubén Amaya. Presidente del jurado en cuento. 
- 2000

— ARGENTINA - “Primeras Jornadas Literarias de la Asociación Americana de Poesía”, en Victoria, provincia de Entre Ríos. Co-organizador.
— ARGENTINA - II Congreso Internacional de Poetas y Escritores “San Marcos Sierras y Cruz del Eje”, provincia de Córdoba, organizado por el poeta Andrés Utello. Colaborador.
- 2001

— ARGENTINA - Quinto Encuentro Latinoamericano de Poetas y Escritores “Ciudad de todos los Santos de la Nueva Rioja”, organizado por La Sociedad Argentina de Letras, Artes y Ciencias, Filial La Rioja. 
— ARGENTINA - "Primera Tournée Poética del Norte", en las provincias de La Rioja, Catamarca y Tucumán, junto a Norberto Barleand y Julio Carabelli. Co-organizador.
— ARGENTINA - Primeras Jornadas Poéticas Biblioteca Popular de Azul “Bartolomé J. Ronco de la Ciudad Cervantina de Azul”, provincia de Buenos Aires, organizado por el Grupo Literario La Luna Que. Organizador.
- 2002

— ARGENTINA - Sexto Encuentro Latinoamericano de Poetas y Escritores “Ciudad de todos los Santos de la Nueva Rioja”, organizado por La Sociedad Argentina de Letras, Artes y Ciencias, Filial La Rioja. Invitado por Carmen Moreno de Mercado.
— ARGENTINA - III Congreso Internacional de Poetas y Escritores en San Marcos Sierras, provincia de Córdoba, organizado por el poeta Andrés Utello. Colaborador.
— ARGENTINA - IV “Encuentro de Poetas, Narradores y Ensayistas” organizado por la Asociación Gente de Letras de Buenos Aires. Invitado por Carmen Escalada.
- 2003

— ARGENTINA - IV Congreso Internacional de Poetas y Escritores en San Marcos Sierras, provincia de Córdoba, organizado por el poeta Andrés Utello. Colaborador.
— ARGENTINA - Encuentro “Treinta Años de la SADE”, Chilecito, provincia de La Rioja. Invitado por Lucía Carmona.
— ARGENTINA - V “Encuentro de Poetas, Narradores y Ensayistas”, organizado por la Asociación Gente de Letras de Buenos Aires. Invitado por Carmen Escalada.
- 2004

— ARGENTINA - Foros Literarios del Congreso Internacional de Poetas y Escritores en San Marcos Sierras, Argentina, provincia de Córdoba, invitado por Andrés Utello.
— ARGENTINA - VI “Encuentro de Poetas, Narradores y Ensayistas” organizado por la Asociación Gente de Letras de Buenos Aires. Invitado por Carmen Escalada.
- 2006

— ARGENTINA - III Encuentro Internacional de Escritores “Letrarte ´98”, provincia de Tucumán. Organizado por Julio Carabelli y la Universidad Nacional de Tucumán. Invitado por Julio Carabelli.
- 2008

— ARGENTINA - 7.º Encuentro Nacional de Poetas con la Gente, Cosquín, provincia de Córdoba. Expositor de revistas literarias históricas. Invitado por Miguel Vera.
— ARGENTINA - “XXIV Feria Provincial del Libro del Chubut” – “IV Feria Patagónica del Libro”, Ciudad de Gaiman, provincia de Chubut. Expositor de revistas literarias históricas. Invitado por Stella Maris Dodd.
- 2010

— ARGENTINA - Congreso de Escritores “Voces del viento”, Ciudad de Bahía Blanca. Invitado por Leonardo Gastón Herrmann.
- 2011

— ARGENTINA - VIII “Encuentro de Poetas, Narradores y Ensayistas”, organizado por la Asociación Gente de Letras de Buenos Aires. Invitado por Carmen Escalada.
- 2014— RUMANIA - 18 Festivalul International de Poezie de la Curtea de Arges "Nopţile de Poezie de la Curtea de Argeş" - Curtea de Arges Poetry nights. Nominado al Premio Internacional de Poesía. Invitado por Dumitru M. Ion.

- 2015

— MACEDONIA - Festivali Ndërkombtar¨i Poezisë “Ditet e Naimit”. Edicioni XIX. Macedonia. “Zerat e Ujit” (Voces de Agua. Publicado. Sin presencia). Invitado por Jeton Kelmendi.
— KOSOVO - International Writers Association “Pjeter Bogdani”. Shoqata Ndërkombëtare e Shkimtarëve. President Jeton Kelmendi. Prístina. Prize Quality and Humanity (Premiado por calidad y humanidad, sin presencia). Invitado por Jeton Kelmendi.
- 2016

— MARRUECOS - IV Edition Rencontre Safi International de la Poésie – Forums, en las ciudades de Safi, Guelmin, Ouazazate, Beni Mellal, Khnifra y Marrakech. Foros de traducción poética. Invitado por Mifrani Abdelhaq.
— MACEDONIA - XX Festivali Ndërkombëtar i Poezisë “Ditët e Naimit”, Macedonia, ciudad de Tetova; Kosovo, ciudades Pristina y Prizren. Premiado “Qiriu i Naimit”, mejor poema del Festival. Invitado por Shaip Emërllahu.
— EGIPTO - Tanta International Festival Of Poetry (Second session), en ciudad de Tanta. Invitado por Mahmoud Sharaf.
- 2017

— TAIWAN - Formosa International Poetry Festival in Tamsui, en la ciudad de New TaiPei. Invitado por Kuei-shien Lee.
— INDIA - Amaravati Poetic Prism 2017, en Vijayawada, Andhra Pradesh. Sin presencia. Invitado por Padmaja Iyengar (Paddy).
- 2018

— ARGENTINA - Encuentro Nacional de Escritores "La luna con gatillo". Balneario Sauce Grande, Monte Hermoso, Pcia. de Buenos Aires. Invitado por Leonardo Gastón Herrmann.
— INDIA - Amaravati Poetic Prism 2018, en Vijayawada, Andhra Pradesh. Sin presencia. Invitado por Padmaja Iyengar (Paddy).
— RUMANIA - Festivalul Mondial de Poezie "Mihai Eminescu" en Craiova. Le es otorgada la Medalla de Mérito "Mihai Eminescu". Invitado por Ion Deaconescu.
- 2019

— EGIPTO - Guest of Honor en la International Book Fair Cairo 2019. Invitado por Mahmoud Sharaf.
— ARGENTINA - Festival Internacional de Poesía Mar del Plata 2019 (MardelFIP). Invitado por Carlos Enrique Cartolano.
— ARGENTINA - Festival Internacional de Escritores "La luna con gatillo", en Bahía Blanca. Comité de organización.
— KOSOVO - Encuentro de Poesía en Gjakova, Kosovo. Invitado por Engjëll Berisha y Muharrem Kurti.

## Premios y distinciones
- Reconocimiento a su participación en el Ciclo 1986 del programa radial Mágico y Cósmico, dirigido por Edgardo Miller.
- Reconocimiento a su labor literaria en 1987 por LS9 Radio América.
- Representante argentino en las mesas del Encuentro Argentino-Chileno de Poesía, con Omar Lara, Aristóteles España y Enrique Puccia. Liberarte, 1988.
- Mención de Honor en el IV Concurso Literario Leopoldo Marechal de la Municipalidad de Morón, 1995.
- Primer Premio en Poesía del V Concurso Literario Leopoldo Marechal, 1996.
- Reconocimiento a su labor literaria 1996 por el Círculo Literario "Bartolomé Mitre" Azul.
- Mención Honorífica en Cuento en el II Concurso Nacional de escritores ADEA, 1997.
- Mención de Honor en el Concurso Cuento Corto en saludo al XXVIII Aniversario de la Fundación de la Biblioteca Pública Municipal de La Habana, Cuba.
- Mención de Honor en poesía en el Concurso Literario 1997 de la Casa de Salta y Gofica Editora.
- Segundo Premio del Concurso 2001 de Teatro Breve "Ariel Bufano" de la Universidad de Morón, por la obra "El escriba nocturno", versión teatral del libro de poemas “El color con que atardece”.
- Mejor Libro del Mes (oct/2002), Premio Dafne, revista virtual dirigida por Gustavo Soler, por el poemario "El color con que atardece".
- Reconocimiento por su Aporte a la Cultura Nacional, Círculo Literario "Bartolomé Mitre", Azul, de 1998 a 2002, y 2004.
- Reconocimiento por su Aporte Cultural, Revista Generación Abierta, 2008.
- Mención Honorífica Única en poesía, obra édita – Bienio 2002/2003, de la Ciudad de Buenos Aires, 2008.
- Premio Internacional de Poesía, Curtea de Argés, Rumania. Finalista. 2014.
- Premio por calidad y humanidad - Quality and Humanity Prize por la International Writers Association “Pjeter Bogdani”. Shoqata Ndërkombëtare e Shkimtarëve. Prístina, Kosovo, 2015.
- Premio Qiriu i Naimit al mejor poema del Festivali Ndërkombëtar i Poezisë - International Poetry Festival. Tetovo, Macedonia, 2016.
- Poetry Price of EASAL de L'Académie Européenne des Sciences, des Arts et de Lettres avec le soutien de L'Académie Nationale des Sciences D'Ukraine et de la Jeune Académie des Sciences D'Ukraine. París, Francia, 2018.
- Diploma Positivo del Consulado de Isla Negra Poetas del Mundo, Isla Negra, Chile, 2018.
- Médaille "Mihai Eminescu". Medalla de mérito de Le Comité Exécutif de l'Académie Internationale "Mihai Eminescu", 2018.
- Finalista del Tercer Concurso Nacional de Microrrelatos, organizado por la Sociedad de Escritores de General Alvarado, Miramar, provincia de Buenos Aires (2018).
- El 26 de diciembre de 2018 le fue otorgado el título honorífico de Doctor Honoris Causa por la Higher Education Academy of Sciences of Ukraine HEASU, presidida por el Prof Dr. Stanislav I. Tabachnikov, y del Ukrainian Instituye of Scientific and Cultural History, Vice President of HEASU and President of UIHSC, Prof Dr. Iurii I. Mosenkis.
- El 10 de mayo de 2019 obtiene el Primer Premio Internacional Madre Teresa ‘Por su enorme mensaje de humanidad, arte y poesía’, en Gjakova, Kosovo